# Villa Era
Villa Era è una storica residenza di Vigliano Biellese in Piemonte.

## Storia
La villa venne eretta tra il 1884 e il 1888 secondo il progetto dell'ingegnere torinese Petitti su commissione della famiglia Magnani, imprenditori della Valle Cervo. I lavori consistettero nella trasformazione e nell'ampliamento di un precedente fabbricato rurale settecentesco in una villa di rappresentanza. La proprietà venne acquistata nel 1935 da Ermanno Rivetti, un noto industriale biellese. Tutt'oggi la villa appartiene alla famiglia Rivetti.

## Descrizione
La villa sorge sulle colline biellesi in posizione panoramica sulla piana sottostante. L'edificio presenta uno stile neoclassico. La facciata, caratterizzata da forti simmetrie compositive e ricca di elementi neoclassici quali timpani e cornici e colonne con capitelli dorici, presenta un corpo centrale aggettante con portico architravato con fregio al piano rialzato.
La villa è immersa in un grande ed elegante parco nel quale è incluso un vigneto.